# Natació al Campionat del Món de natació de 2013 – 1.500 metres lliures femení
Els 1.500 metres lliures femení es van celebrar entre el 29 i 30 de juliol de 2013 al Palau Sant Jordi a Barcelona.

## Rècords
Els rècords del món abans de començar la prova:
| Rècord del món       | Katie Ziegler, Estats Units | 15:42.54 | Misión Viejo, EUA | 17 de juny de 2007   |
| Rècord del campionat | Alessia Filippi, Itàlia     | 15:44.93 | Roma, Italia      | 28 de juliol de 2009 |

Durant el transcurs de la prova es van batre els rècords del món i dels campionats, fixant-los en els següents temps:
| Data         | Sèrie | Nom           | País         | Temps    | Rècord |
| ------------ | ----- | ------------- | ------------ | -------- | ------ |
| 30 de juliol | Final | Katie Ledecky | Estats Units | 15:36.53 | WR, CR |

## Resultats

### Sèries
| Posició | Sèrie | Carrer | Nom                 | País            | Temps    | Notes |
| ------- | ----- | ------ | ------------------- | --------------- | -------- | ----- |
| 1       | 1     | 4      | Lotte Friis         | Dinamarca       | 15:49.18 | Q     |
| 2       | 3     | 4      | Katie Ledecky       | Estats Units    | 15:49.26 | Q     |
| 3       | 1     | 5      | Kristel Köbrich     | Xile            | 15:54.30 | Q, NR |
| 4       | 3     | 3      | Mireia Belmonte     | Catalunya       | 16:00.31 | Q     |
| 5       | 2     | 6      | Boglárka Kapás      | Hongria         | 16:02.58 | Q, NR |
| 6       | 1     | 6      | Lauren Boyle        | Nova Zelanda    | 16:02.90 | Q     |
| 7       | 2     | 5      | Chloe Sutton        | Estats Units    | 16:04.72 | Q     |
| 8       | 3     | 5      | Xu Danlu            | R.P. de la Xina | 16:05.59 | Q     |
| 9       | 2     | 4      | Jazmin Carlin       | Regne Unit      | 16:06.46 |       |
| 10      | 2     | 3      | Martina Caramignoli | Itàlia          | 16:15.65 |       |
| 11      | 1     | 7      | Andreina Pinto      | Veneçuela       | 16:15.99 |       |
| 12      | 1     | 3      | Leonie Beck         | Alemanya        | 16:17.12 |       |
| 13      | 2     | 2      | Chelsea Gubecka     | Austràlia       | 16:21.82 |       |
| 14      | 3     | 6      | Sarah Köhler        | Alemanya        | 16:24.42 |       |
| 15      | 3     | 2      | Erika Villaécija    | Catalunya       | 16:25.07 |       |
| 16      | 1     | 2      | Julia Hassler       | Liechtenstein   | 16:33.61 |       |
| 17      | 3     | 7      | Tjasa Oder          | Eslovènia       | 16:35.96 |       |
| 18      | 2     | 7      | Susana Escobar      | Mèxic           | 16:39.24 |       |
| 19      | 2     | 1      | Virginia Bardach    | Argentina       | 16:47.59 |       |
| 20      | 3     | 1      | Han Na-Kyeong       | Corea del Sud   | 16:55.46 |       |
| 21      | 3     | 8      | Valerie Gruest      | Guatemala       | 17.14.19 |       |
| 22      | 1     | 1      | Lani Cabrera        | Barbados        | 17:38.41 |       |
| 23      | 2     | 8      | Daniele Miyahara    | Perú            | 17:56.85 |       |

### Final
| Posició | Carrer | Nom             | País            | Temps    | Notes        |
| ------- | ------ | --------------- | --------------- | -------- | ------------ |
| 1       | 5      | Katie Ledecky   | Estats Units    | 15:36.53 | Plantilla:WR |
| 2       | 4      | Lotte Friis     | Dinamarca       | 15:38.88 | EU           |
| 3       | 7      | Lauren Boyle    | Nova Zelanda    | 15:44.71 | OC           |
| 4       | 6      | Mireia Belmonte | Catalunya       | 15:58.83 | NR           |
| 5       | 8      | Xu Danlu        | R.P. de la Xina | 16:00.44 |              |
| 6       | 3      | Kristel Köbrich | Xile            | 16:01.94 |              |
| 7       | 2      | Boglárka Kapás  | Hongria         | 16:06.89 |              |
| 8       | 1      | Chloe Sutton    | Estats Units    | 16:09.65 |              |